# Katharina Heinroth

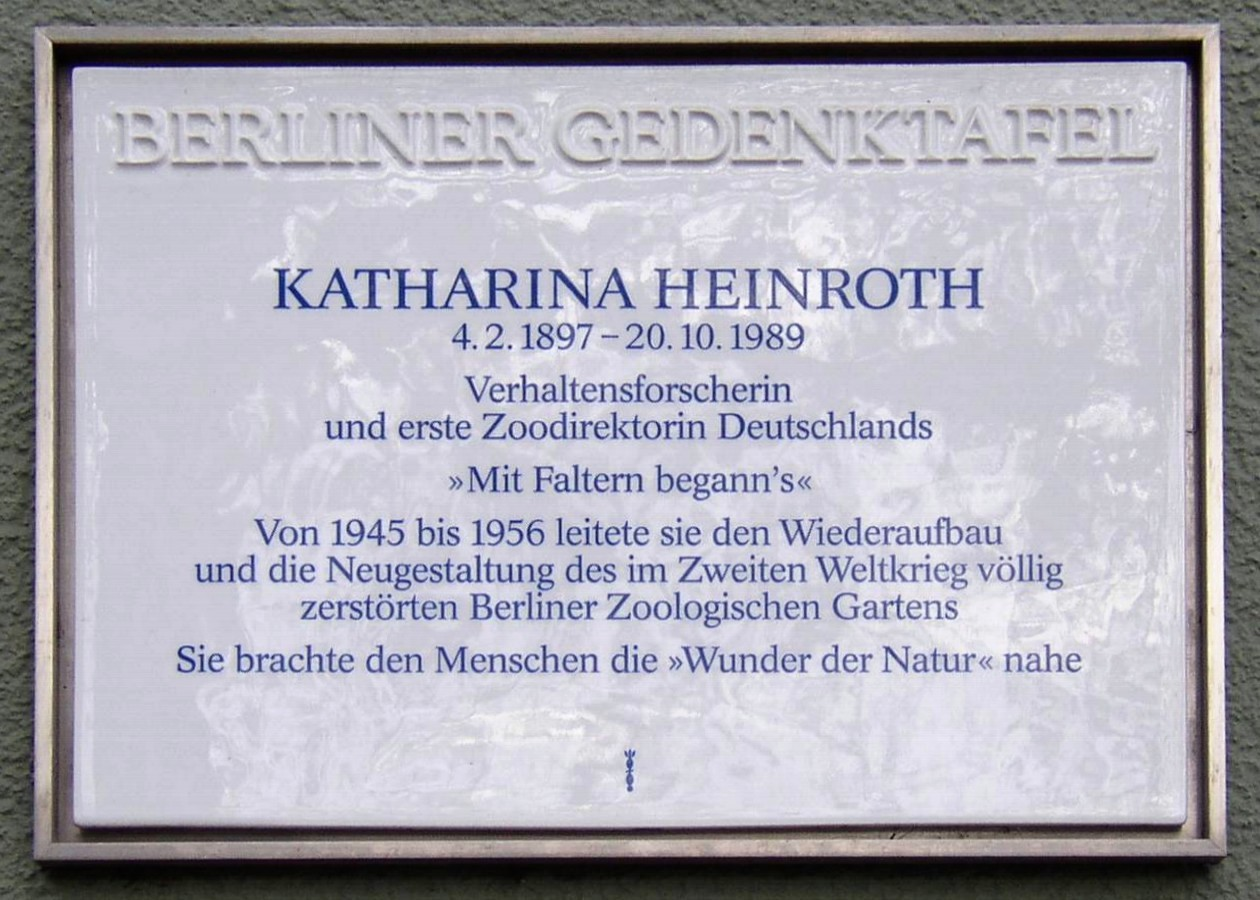
Berliner Gedenktafel in Berlin-Tiergarten (Budapester Straße 32)

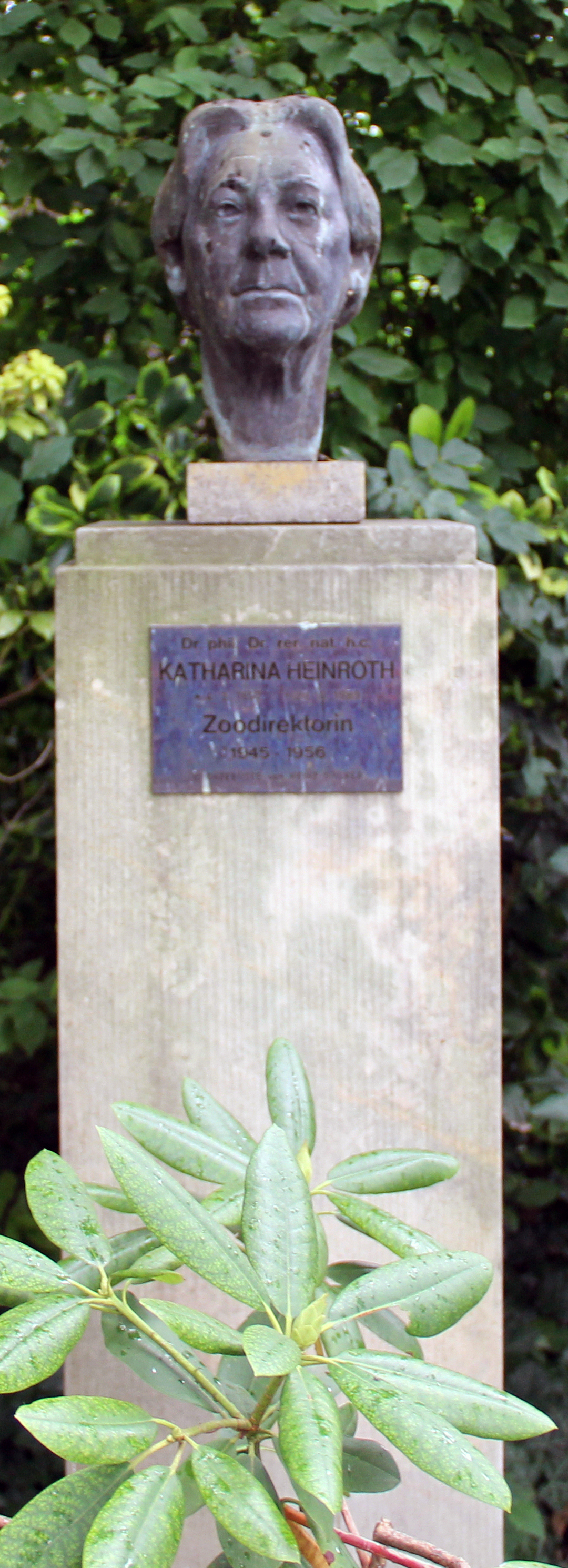
Büste im Zoologischen Garten Berlin

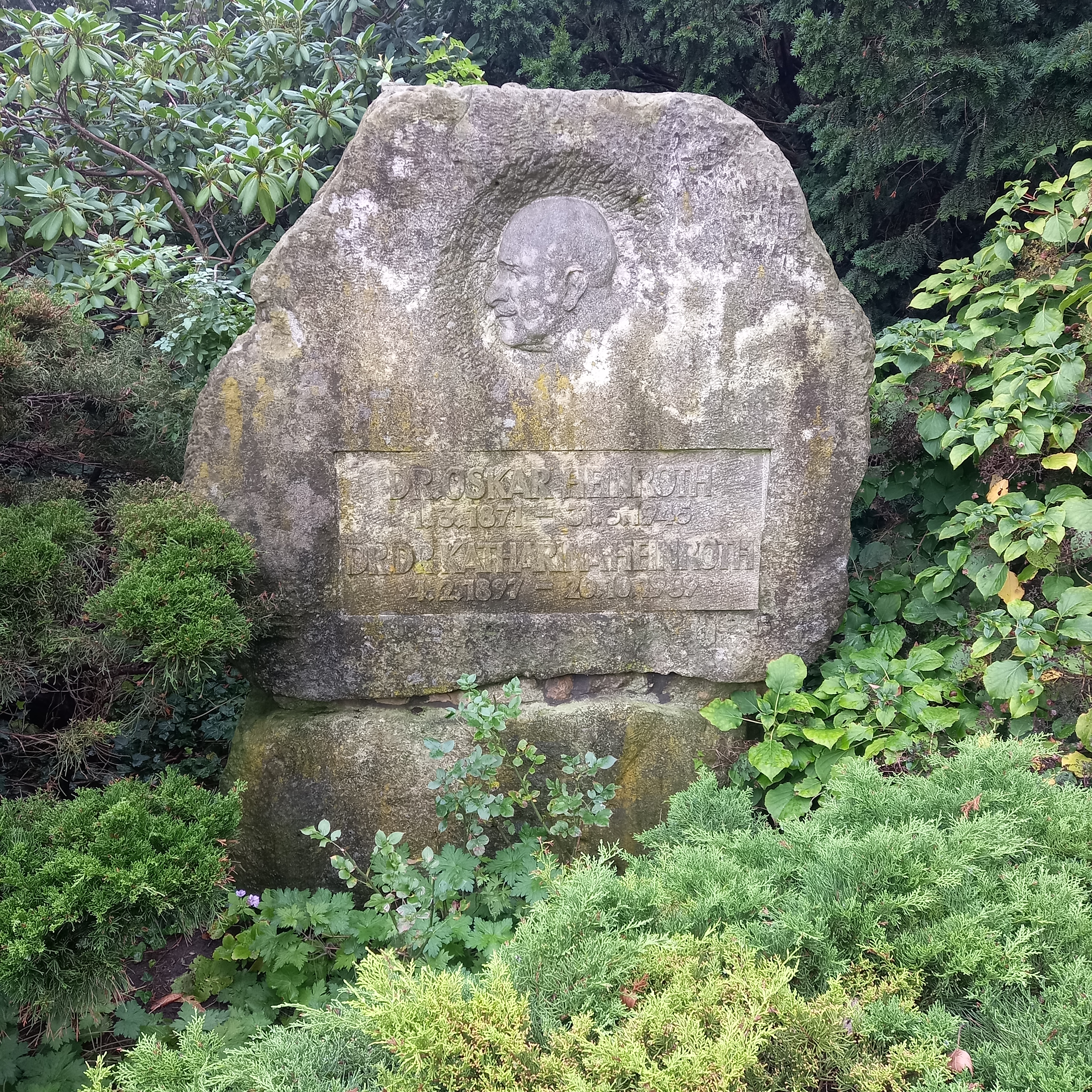
Das Grab von Katharina Heinroth und ihrem Ehemann Oskar im Berliner Zoo

Katharina Bertha Charlotte Heinroth, geborene Berger, (* 4. Februar 1897 in Breslau; † 20. Oktober 1989 in Berlin) war eine deutsche Zoologin und Direktorin des Zoologischen Gartens Berlin von 1945 bis 1956.

## Leben und Leistungen
Katharina Berger wurde 1897 in Breslau geboren. Sie wuchs mit vier Geschwistern in einem harmonischen Elternhaus auf. Bereits als Kind hielt sie in der Wohnung ihrer Eltern Frösche und weiße Mäuse. Dies wurde durch ein im Ort Wohnwitz westlich von Breslau gelegenes Landhaus begünstigt, das ihr Vater später erwarb. Dort begann sie sich auch für die Entwicklung von Schmetterlingen zu interessieren. „Für mich war Wohnwitz der Beginn meines eigentlichen Lebens, hier fand ich meine Lebensaufgabe und den Sinn meines Daseins“, äußerte Heinroth in späteren Jahren über den Umzug.
Im Jahr 1916 erwarb Katharina Berger die Hochschulreife an der Cäcilienschule in Breslau. Auf Wunsch des Vaters absolvierte sie erst ein pädagogisches Studium, ehe sie sich den naturwissenschaftlichen Fächern zuwandte. Sie studierte Zoologie, Botanik, Geographie und Geologie an der Universität Breslau und promovierte 1923 mit summa cum laude über das Hörvermögen von Reptilien. Ihr Doktorvater war Otto Koehler. 1925 ging Berger mit ihrem Verlobten Gustav Adolf Rösch nach München, der dort als Notgemeinschaftsassistent für Karl von Frisch arbeitete. Katharina Berger wurde eine Privatassistentenstelle angeboten, und sie beschäftigte sich in den kommenden Jahren intensiv mit der Bienenforschung. 1928 ging sie mit Rösch nach Berlin, wo beide noch im selben Jahr heirateten. Nach wenigen Ehejahren und einem kurzen Aufenthalt in Stuttgart-Hohenheim trennte sich Katharina Rösch von ihrem Mann und betrieb auf eigene Kosten die Scheidung. Weitere Zwischenstationen waren München und Berlin. Danach ging sie nach Halle, wo sie als Sekretärin und Bibliothekarin bei der Leopoldina arbeitete. Für ihre Forschungsarbeit über Springschwänze blieben nur die Abend- und Nachtstunden. Vorher in Berlin hatte sie den Ornithologen und Kurator des Aquariums Oskar Heinroth kennengelernt, den sie 1933 nach ihrer Scheidung von ihrem ersten Ehemann heiratete und dessen Forschungsarbeit sie unterstützte.
Nach der Flucht des Zoodirektors Lutz Heck und weiteren engen Mitarbeitern und dem Tod ihres seit Wochen schwerkranken und daher nicht transportfähigen Ehemannes wurde Katharina Heinroth 1945 wissenschaftliche Leiterin des im Zweiten Weltkrieg schwer zerstörten Zoologischen Gartens. „Als Zoodirektorin muß sie für die zerbombten Häuser Dachpappe, Ziegel und Lehm zum Mauern provisorischer Öfen und vieles mehr beschaffen. Vor allem braucht sie Geld. Die Stadtkasse ist leer. Sie führt das Oktoberfest ein, das sie als Studentin in München kennengelernt hatte. Seitdem ist die ‚Gaudi‘ auch eine Berliner Institution. Von den Mietgeldern der Schausteller kauft sie Flamingos, Zebras.“ Zugleich setzte sie die Arbeit ihres Mannes an einem umfangreichen Werk über die mitteleuropäische Vogelwelt fort. Seit 1953 hatte sie auch einen Lehrauftrag für Allgemeine Zoologie an der TU Berlin. Katharina Heinroth leitete den Berliner Zoo bis zum 1. Januar 1957 und leistete wertvolle Aufbauarbeit. Der Wiederaufbau des Antilopenhauses und des Aquariums sowie die Neubauten eines Elefantenhauses und eines Flusspferdhauses (Flusspferdhaus inzwischen wieder abgerissen) stammen aus dieser Schaffensperiode. Heinroth war damals die erste Zoodirektorin Deutschlands, was ihr bei dem befreundeten Berliner Kollegen Heinrich Dathe den Spitznamen „Katharina die Einzige“ einbrachte. Katharina Heinroth war Mitglied des Verbandes Deutscher Zoodirektoren sowie der Internationalen Union von Direktoren Zoologischer Gärten.
Ein besonderes Fachgebiet Katharina Heinroths war die Vergleichende Verhaltensforschung, früher als Tierpsychologie bezeichnet, zu deren Begründern ihr Ehemann Oskar Heinroth gezählt wurde. Nach dem Krieg wohnte sie in der Budapester Straße 36, danach in der Händelallee 7 in Berlin. Sie starb im Alter von 92 Jahren in Berlin.

## Ehrungen
Katharina Heinroth war seit 1949 Ehrenmitglied des Berliner Tierschutzvereins. 1957 erhielt sie das Bundesverdienstkreuz erster Klasse. Am 24. Januar 1985 wurde die neue Zooschule des Berliner Zoos als „Katharina-Heinroth-Haus“ eröffnet. Die Universität Bielefeld verlieh ihr am 26. November desselben Jahres die Ehrendoktorwürde. Am 1. Oktober 1987 erhielt sie den Verdienstorden des Landes Berlin.
Die Gesellschaft Naturforschender Freunde zu Berlin schreibt jährlich den „Katharina-Heinroth-Preis“ für Studierende der drei Berliner Universitäten aus. Der Preis wird vergeben für hervorragende Examensarbeiten (Diplomarbeiten oder experimentelle Staatsexamensarbeiten) oder für bedeutende, von Studierenden selbständig durchgeführte und schriftlich dokumentierte Projekte bzw. Studienjahresarbeiten auf dem Gebiet der biologisch orientierten Naturwissenschaften.
Im Jahr 1989 erhielt Katharina Heinroth die Urania-Medaille der Berliner Urania. Seit dem 4. Juli 1994 trägt das Katharina-Heinroth-Ufer im Ortsteil Tiergarten ihren Namen. Im Jahr 2002 wurde eine Grundschule in Berlin-Wilmersdorf nach ihr benannt.

## Schriften
- mit Joachim Steinbacher: Mitteleuropäische Vogelwelt. 2 Bände. Kronen-Verlag Erich Cramer, Hamburg 1952 bis 1955.
- Oskar Heinroth. Wissenschaftliche Verlagsgesellschaft, Stuttgart 1971.
- Mit Faltern begann's – Mein Leben mit Tieren in Breslau, München und Berlin. Kindler Verlag, München 1979.

## Belege
1. 1 2  vergl. Ursula Klös und Heinz-Georg Klös: Katharina Heinroth zum Gedenken. In: Bongo. Beiträge zur Tiergärtnerei und Jahresberichte aus dem Zoo Berlin. Band 16, 1990, S. 1–5, ISSN 0174-4038.
2. ↑  Heinroth (1979), S. 64 sowie Klös & Klös (1990), S. 2
3. ↑  Werner Philipp: Tu was, dann wird es besser. Zum 100. Geburtstag von Katharia Heinroth. In: Der Tagesspiegel vom 2. Februar 1997.
4. ↑  Träger der Urania-Medaille. Auf: urania.de, eingesehen am 9. April 2015
5. ↑  Website der Katharina-Heinroth-Grundschule.
 Katharina-Heinroth-Grundschule auf berlin.de.

| Personendaten    | Personendaten                                             |
| ---------------- | --------------------------------------------------------- |
| NAME             | Heinroth, Katharina                                       |
| ALTERNATIVNAMEN  | Heinroth, Katharina Bertha Charlotte (vollständiger Name) |
| KURZBESCHREIBUNG | deutsche Zoologin, Leiterin des Berliner Zoos             |
| GEBURTSDATUM     | 4. Februar 1897                                           |
| GEBURTSORT       | Breslau                                                   |
| STERBEDATUM      | 20. Oktober 1989                                          |
| STERBEORT        | Berlin                                                    |